# Соната над озером
«Соната над озером» (латис. «Ezera sonāte») — латвійський радянський художній фільм 1976 року, мелодрама. Фільм знятий за романом Регіни Езер «Криниця».

## Зміст
Річ, чоловік вчительки Лаури опинився в ув'язненні через нещасний випадок на полюванні. Хірург Рудольф, що заплутався у власному житті, приїжджає в рідне село. Рудольф зустрічає Лауру. Спалахує кохання, але їм не судилося бути разом…

## Ролі
| Актор           | Роль    |
| --------------- | ------- |
| Астріда Кайріша | Лаура   |
| Гунар Цилинский | Рудольф |
| Ліліта Озоліня  | Вія     |
| Гірт Яковлєв    | Річ     |
| Лідія Фрейманом | Альвіна |
| Евалдс Валтерс  | Ейдіс   |
| Егіл Весеріс    | Маріс   |
| Інета Апогей    | Зайга   |

## Знімальна група
- Режисер — Гунар Цилинский, Варіс Брасла
- Сценарист — Регіна Езер, Гунар Цилинский
- Композитор — Імантс Калниньш